# 烏尾鮗科
烏尾鮗科為輻鰭魚綱鱸形目的其中一個科。類緣關係和笛鯛科相近，现被并入于笛鯛科中。

## 分布
本科魚類廣泛分布於印度西太平洋海域之熱帶及副熱帶珊瑚礁及岩礁海域。

## 深度
本科小魚生活於較淺的潮間帶，大魚則生活於約在水深20至30公尺深，有些甚至可達80公尺。

## 特徵
本科魚類魚體呈延長之紡錘狀，口小，端位，前方之齒小且呈帶狀，上頜能伸縮，至上頜骨多少被眶前骨掩蓋。體被小型或中型櫛鱗。側線完全，近於平直。鰓蓋有一枚小鈍棘，前鰓蓋骨無鋸齒。背鰭1枚，硬棘細弱，軟條部基底較長。臀鰭具3枚弱棘。尾鰭呈深叉型。

## 分類
烏尾鮗科其下分3個屬，如下：

### 梅鯛屬(Caesio)
- - 褐梅鯛(Caesio caerulaurea)：又稱烏尾鮗。
  - 黃尾梅鯛(Caesio cuning)：又稱黃尾烏尾鮗、黃梅鯛、赤腹烏尾鮗。
  - 雙帶梅鯛(Caesio diagramma)
  - 新月梅鯛(Caesio lunaris)：又稱花尾烏尾鮗。
  - 黃帶梅鯛(Caesio pisang)
  - 美麗梅鯛(Caesio pulcherrimus)
  - 紅海梅鯛(Caesio striatus)
  - 條尾梅鯛(Caesio suevica)
  - 藍黃梅鯛(Caesio teres)：又稱黃藍背烏尾鮗。
  - 長背梅鯛(Caesio tile)
  - 多帶梅鯛(Caesio varilineata)
  - 黃背梅鯛(Caesio xanthonota)

### 雙鰭梅鯛屬(Dipterygonotus)
- - 雙鰭梅鯛(Dipterygonotus balteatus)
  - 格氏雙鰭梅鯛(Dipterygonotus gruveli)
  - 紅雙鰭梅鯛(Dipterygonotus leucogrammicus)

### 裸梅鯛屬(Gymnocaesio)
- - 長體裸梅鯛(Gymnocaesio gymnoptera)

### 鱗鰭梅鯛屬(Pterocaesio)
- - 東非鱗鰭梅鯛(Pterocaesio capricornis)
  - 金帶鱗鰭梅鯛(Pterocaesio chrysozona)：又稱金帶烏尾鮗、金帶梅鯛。
  - 雙帶鱗鰭梅鯛(Pterocaesio digramma)：又稱雙帶烏尾鮗。
  - 寬帶鱗鰭梅鯛(Pterocaesio lativittata)
  - 馬氏鱗鰭梅鯛(Pterocaesio marri)：又稱馬氏烏尾鮗。
  - 斑尾鱗鰭梅鯛(Pterocaesio pisang)：又稱斑尾烏尾鮗。
  - 菲律賓鱗鰭梅鯛(Pterocaesio randalli)：又稱倫氏烏尾鮗。
  - 黃帶鱗鰭梅鯛(Pterocaesio tessellata)
  - 黑帶鱗鰭梅鯛(Pterocaesio tile)：又稱蒂爾烏尾鮗。
  - 三帶鱗鰭梅鯛(Pterocaesio trilineata)

## 生態
本科為群游性魚類，偶可見其獨游，其活動範圍都在珊瑚礁或岩礁區之中層水域。它們游動快速且時間持久。體色以藍、白、黃、紅色為主。白天成群游動覓食浮游生物，夜間則棲息在具遮蔽的處所。

## 經濟利用
屬於中小型食用魚，數量多，具經濟價值。雖然體色鮮艷，但由於屬於洄游魚類，不適合做觀賞魚。